# Crotalus tigris
Crotalus tigris là một loài rắn trong họ Rắn lục. Loài này được Kennicott mô tả khoa học đầu tiên năm 1859.

## Hình ảnh

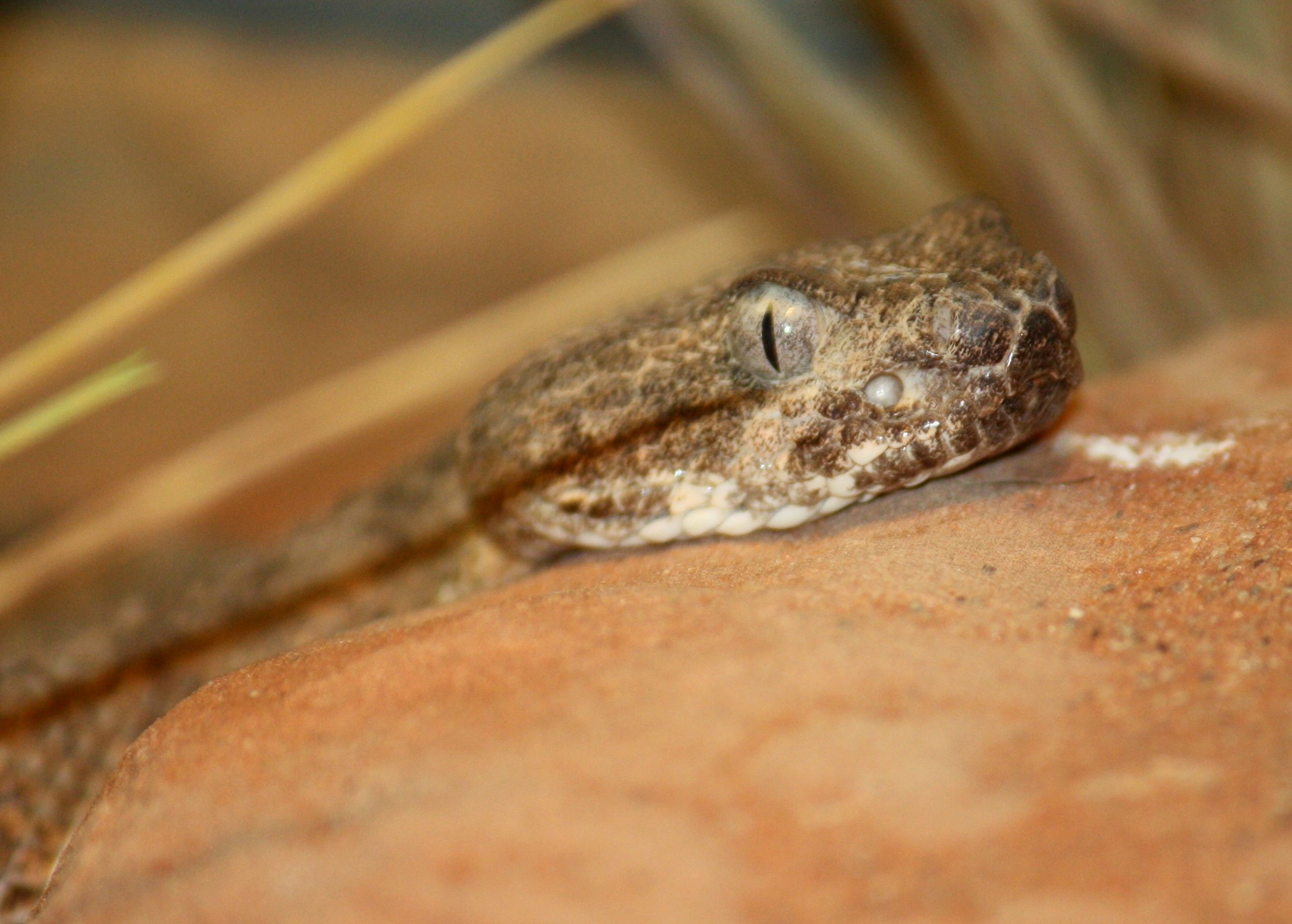
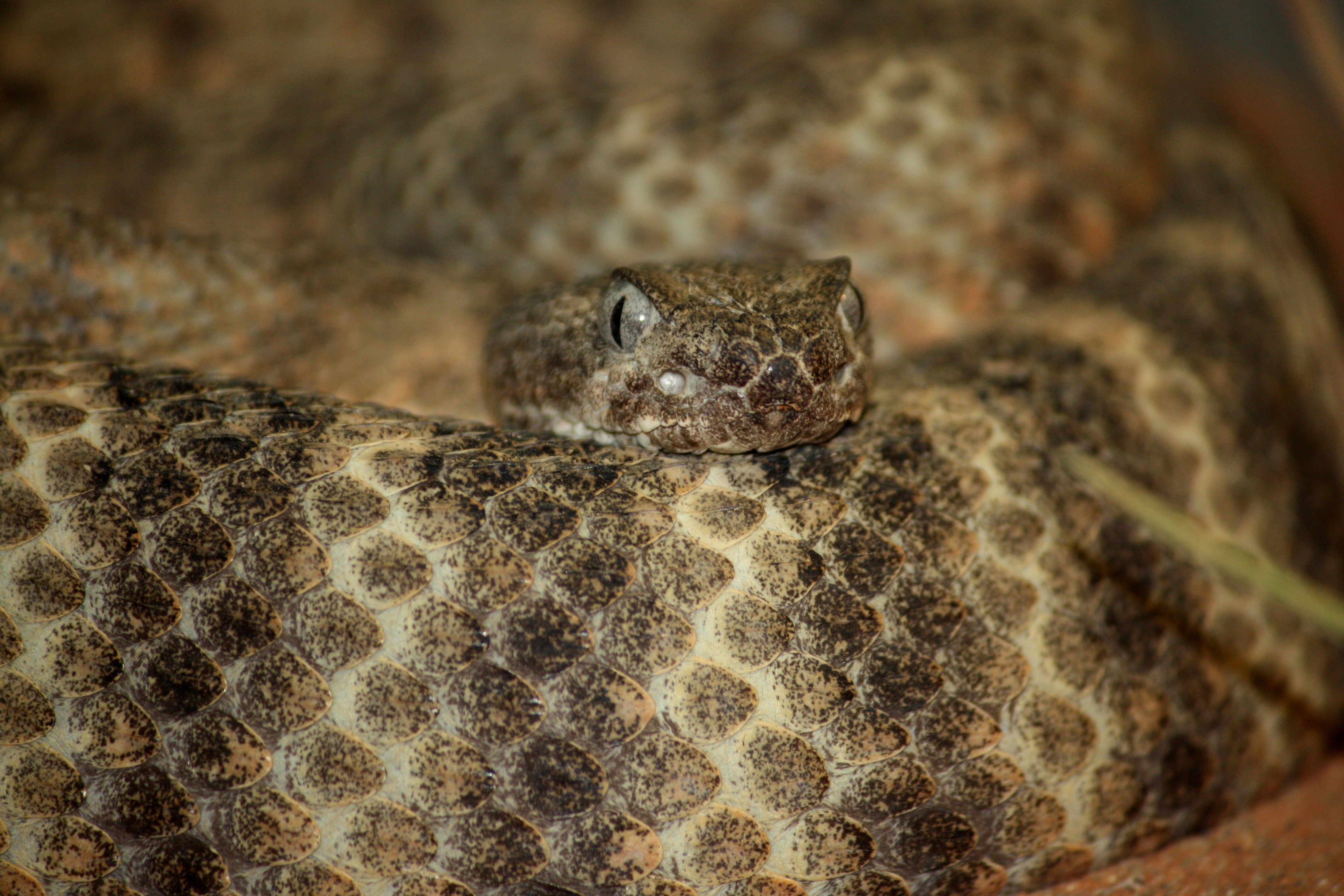